# Joeropsis bicarinata
Joeropsis bicarinata is een pissebed uit de familie Joeropsididae. De wetenschappelijke naam van de soort is voor het eerst geldig gepubliceerd in 2001 door Just.